# Ford Modell K
Das Ford Modell K war ein viersitziger Personenkraftwagen, gebaut in zwei Versionen von Ford in den USA. Ab Ende 1905 (Modelljahr 1906) wurde das Auto den Modellen F und N als Spitzenmodell zur Seite gestellt. Es wurde von einem 6-Zylinder-Reihenmotor mit paarweise gegossenen Zylindern von 6.636 cm³ Hubraum (Bohrung × Hub = 114,3 mm × 107,95 mm) und 40 PS (nach N.A.C.C. etwa 29 kW) Leistung angetrieben. Der Radstand des mit einer Kardanwelle, Frontmotor und Hinterradantrieb versehenen Fahrzeuges betrug 2.896 mm für den Runabout und 3.048 mm für den Tourenwagen.
Das Fahrzeug wurde im Werk an der Mack Avenue in Detroit (Michigan) montiert; Motoren, Achsen, Fahrgestelle und weitere Komponenten ließ Ford auswärts nach eigenen Plänen herstellen. Wie alle Ford zu Beginn des letzten Jahrhunderts besaß auch der K ein (Zweigang-)Planetengetriebe zur Gangwahl.

## Modellgeschichte
Nach dem Modell B war das Modell K der zweite Versuch einer Gruppe von Ford-Aktionären um Alexander Y. Malcomson (1865–1923), gegen Henry Fords Willen einen luxuriösen Ford auf den Markt zu bringen. Dies war schon einer der Konfliktbereiche bei der Henry Ford Company gewesen. Das Fahrzeug entsprach nicht Fords Philosophie eines einfachen, in großer Zahl herzustellenden Automobils für die Massen. Noch größer und teurer als das Modell B, stand es anfangs zu je US$ 2500 bei den Händlern. 1907 wurde der Verkaufspreis auf US$ 2800 angehoben. Es war somit im unteren Luxusbereich angesiedelt und kostete etwa doppelt so viel wie ein Mittelklasseauto. Es erfuhr kaum Modellpflege und wurde bis Oktober 1908 produziert.
Das Modell K wurde ein Fehlschlag. Es war zu teuer, es kam von einem für „billigere“ Autos bekannten Hersteller und es hatte qualitative Mängel. Wahrscheinlich brachte Henry Ford auch nicht genug Aufmerksamkeit dafür auf; er war bereits mit den Vorbereitungen für das Modell T beschäftigt.
Das Modell K hatte verschiedene Konsequenzen für Henry Ford und sein Unternehmen. Zunächst führte es dazu, dass er in eine Eisengießerei investierte, um sich unabhängiger von Lieferanten zu machen. Zudem begann er, seine Aktionäre, allen voran Malcolmson, auszubezahlen, um selber die Kontrolle über die Modellpolitik zu erhalten. Es festigte sowohl Fords Überzeugung, sich nur auf ein Modell zu beschränken, wie auch seine Ablehnung gegenüber dem Sechszylindermotor.
Der K hatte keinen Nachfolger, womit die Luxuswagenproduktion bei Ford vorerst eingestellt wurde. Ab 1907 baute Ford nur noch das Modell T.
Das nächste Ford-Modell mit einem Sechszylindermotor erschien erst 1941 und erst nach zähem Ringen mit seinem Sohn Edsel – ein Einsteigermodell. Der nächste Ford an der Schwelle des Luxusmarktes sollte der Thunderbird Fünfsitzer (ab 1958) werden.

## Weltrekord
Frank Kulick fuhr ein Modell K in 24 Stunden 1135 Meilen (1826 km) weit und unterbot den bisherigen Weltrekord um 309 Meilen (497 km). Die Durchschnittsgeschwindigkeit betrug 47.2 MPH (76 km/h).

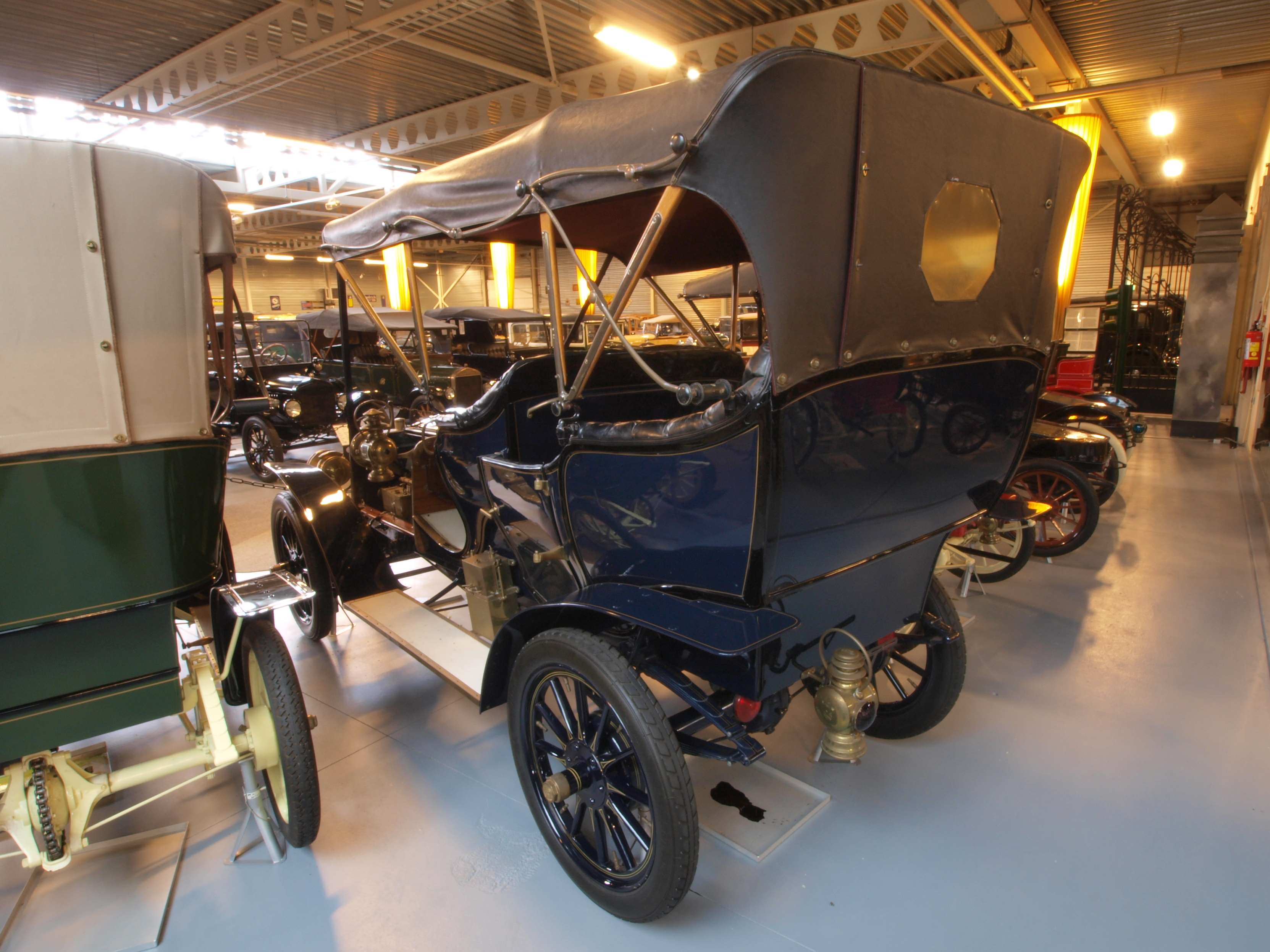
Modell K (1906); Heckansicht mit Hinterachse (Kardanantrieb) und Luftreifen
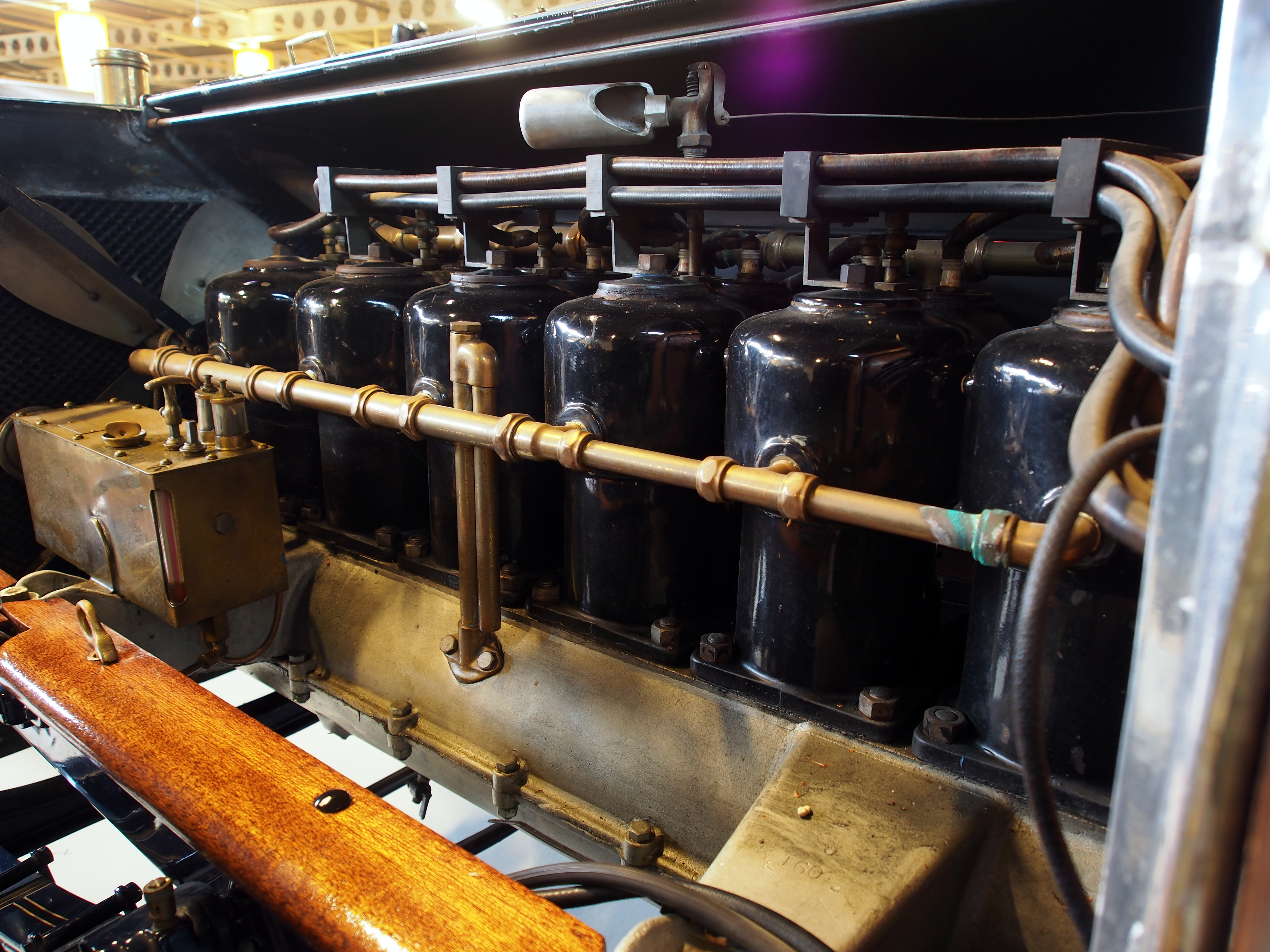
Modell K (1906); Sechszylindermotor mit paarweise gegossenen Zylindern, mechanischen Stösseln und 405 c.i. (6.636 cm³) Hubraum